# Jaufré Rudel
Jeans Rudel, principe di Blaia, italianizzato in Giuffredo Rudello (1125 (?) – 1148), è stato un poeta e trovatore francese di lingua occitana.

## Biografia
(Jaufré Rudel, Lanquan li jorn son lonc e May)
Jaufre Rudel è famoso innanzitutto per un episodio narrato dalla biografia antica (vida), dove si narra del suo amore per la contessa di Tripoli (identificata da qualcuno con Melisenda, figlia del re Baldovino II di Gerusalemme), della quale avrebbe sentito parlare da alcuni pellegrini di Antiochia e di cui si sarebbe innamorato e per la quale avrebbe cominciato a comporre canzoni senza averla mai vista. Per riuscire a vederla, secondo la vida, Jaufré si fece crociato e partì per l'Oriente. In viaggio si ammalò e fu portato a Tripoli dove, morente, fu condotto dalla contessa. In un ultimo slancio vitale, dopo averla a lungo immaginata, riuscì così a vederla e stringerla tra le braccia "per la prima e per l'ultima volta, nella realtà", come scrisse poi Heine.
È originario della Saintonge e della sua vita è certo che abbia avuto rapporti con Alfonso Giordano di Tolosa e con Ugo Bruno VII di Lusignano. Partecipa alla seconda crociata.

### Biografia antica (vida)
de lui.»
(J. Boutière -A.H. Schutz, Biographies des troubadours, Parigi 1964, p. 16)

## Poesia
La produzione di Jaufre Rudel è caratterizzata da ciò che è stato definito un "paradosso amoroso", che è per molti aspetti rappresentativo di un'ampia costellazione della poesia trobadorica. Si tratta dell'amor de lonh, ovvero un amore che non vuole possedere ma godere di questo stato di non possesso. 
Nel topos dell'amor cortese l'esperienza amorosa appare come una tensione costante verso l'irraggiungibile perfezione richiesta per essere degni di ricevere la grazia da madonna (in occitano midons, ovvero "mio signore"), durante la quale l'amante si affina spiritualmente e intellettualmente. 
La dama è, infatti, inaccessibile, perché è sposata o perché è lontana, spesso chiusa in un castello. 
L'unica condizione che consente il joi d'amore è spesso il sonno, forse da interpretare come trasfigurazione poetica del bonus sopor, ovvero lo stato di estasi e di distacco dalla carne. 
La dama, infatti, è descritta nella sua corporeità, ma trascende la natura umana. 
Per tale motivo Dante interpreta la dama trobadorica collegandola alla definizione di filosofia, quale donna inaccessibile che non concede nulla ai suoi amanti, tranne lo sguardo.
La poesia di Jaufré Rudel, come quella di altri trovatori, si basa sul concetto di lirica del desiderio, fondata sull'indeterminatezza dei significati. La semplicità della forma, enunciata come cifra del suo stile già dagli stessi che hanno allestito e "antologizzato" la sua produzione poetica, potrebbe tuttavia nascondere una pluralità di livelli di significazione. 
La sua produzione, inoltre, risente molto della tradizione liturgica, sia sotto il profilo metrico e retorico sia sotto quello tematico. 
Tra i riferimenti è forse possibile individuare l'insegnamento di Bernardo di Chiaravalle e una polemica contro Ovidio (l'amore scelto da Jaufré non vuole e non ha bisogno di remedia).

### Opere
- Qand lo rossignols el foillos
- Lanqand li jorn son lonc en mai [2]
- Qan lo rius de la fontana
- Belhs m'es l'estius e·l temps floritz
- Lan quan lo temps renovelha
- Pro ai del chan essenhadors
- No sap chantar qi so non di
- Qui non sap esser chantaire

## Vita e leggenda
Siamo a conoscenza delle notizie biografiche sui trovatori grazie a dei sintetici frammenti scritti in provenzale chiamati Vidas, molti scritti da altri trovatori, come Uc de Saint Circ. La vida di Jaufré, unita alla sua produzione di appena 6 (oppure 8 secondo alcuni) liriche, lo consegna alla leggenda. Le sue poesie parlando del suo famoso amore di lontano (amor de lonh e amor de terra londhana, dirà egli stesso).
La tradizione vuole che il poeta si sia innamorato di una donna senza averla mai vista, Melisenda, e che per lei abbia scritto le sue opere. Sempre per lei, per incontrarla, partecipa alla seconda Crociata, ma si ammala durante il viaggio. Sempre secondo la tradizione sarebbe morto sulla spiaggia di Tripoli nelle braccia della contessa che tanto aveva amato, avvertita dell'arrivo del poeta morente.
Ella lo avrebbe fatto seppellire con grandi onori in una cappella di una casa del Tempio, e tanto sarebbe stata colpita da questo amore così puro e allo stesso tempo infelice, da farsi monaca. Non sappiamo se il biografo di Jaufré si sia attenuto alla verità storica dei fatti, o in quale misura, ma certo è che il personaggio è passato alla leggenda con queste caratteristiche. Nei suoi componimenti il trovatore dice che la sua donna è la più bella e che non ne esiste una migliore né Cristiana né juzia ni sarrazina, cioè né ebrea né saracena. Dovendosi per sarrezina intendere saracena di Spagna, c'è chi ipotizza che il viaggio per trovare il suo amore lontano non fosse verso la Terra Santa, ma verso la Galizia, in Spagna, dov'è la tomba di San Giacomo (Santiago di Compostela). Il viaggio viene citato solo di sfuggita, mentre troviamo altro riferimento che potrebbe far pensare alle Crociate. Dice infatti che il suo "buon Garante" (mos Bon Guarent) lo chiama in aiuto. Con il "buon Garante" potrebbe essere inteso o il suo sovrano, che lo invita a seguirlo in Terra Santa, o Gesù Cristo, garante per gli uomini dinnanzi a Dio.
Essendo i testi brevi, e con un lessico semplice (nella vida si dirà con "povere parole", sottolineando il gusto nel trobar ric, che si stava diffondendo in quel periodo), è facile trovare interpretazioni a più livelli, e questo certo ha contribuito a creare il grande fascino di questo personaggio.

## Influenza posteriore
Molti scrittori e poeti sono stati affascinati dalla figura di Jaufré Rudel e dalla sua leggenda che sembra così fittamente, quasi in modo inestricabile, intrecciarsi con la sua vita. Per citarne alcuni, si ricorda Edmond Rostand, che nella sua opera teatrale La Princesse Lointaine tratta di questa storia.
Giosuè Carducci è autore di una poesia in cui racconta l'arrivo di Jaufré sulla spiaggia di Tripoli e la sua morte tra le braccia di Melisenda.
(Giosuè Carducci, Rime e ritmi, Jaufré Rudel)
Jaufré è il titolo di una poesia di Eugenio Montale dedicata a Goffredo Parise. La poesia si trova nella raccolta Diario del '71 e del '72, 1973
Al poeta è stato intitolato il liceo di Blaye.